# La Sola
La Sola (span. Isla La Sola, Wortbedeutung Die einsame Insel) ist eine kleine, unbewohnte Felsinsel im Karibischen Meer, etwa 370 km nordöstlich von Caracas, der Hauptstadt von Venezuela, sowie 35 km nordöstlich der Isla Margarita sowie 19,4 km nordöstlich der nächstgelegenen Los Frailes gelegen. Die Inselgruppe Los Testigos liegt rund 55 km nordwestlich. Geographisch gehört die Insel zu den Inseln unter dem Winde, politisch zu den venezolanischen Dependencias Federales (Bundesterritorien).
La Sola weist eine Landfläche von kaum 500 Quadratmetern auf und erreicht eine Höhe von maximal 8,5 m über dem Meer.